# Surju
Surju (německy Surry nebo Surri) je vesnice v estonském kraji Pärnumaa, samosprávně patřící do obce Saarde.